# ブルーヴィラあなぶき
ブルーヴィラあなぶき（英語: Blue Villa Anabuki）は、徳島県美馬市穴吹町口山にある宿泊施設。

## 沿革
- 1998年（平成10年） - 開館[1]。
- 2018年（平成30年）4月20日 - 穴吹川を見下ろせるバルコニーの設置などのリニューアルを行った[2]。

## 施設
1F
- フロント
- レストラン
- ロビーカフェ
- お土産コーナー
- 休憩室
- お風呂

2F
- 客室
- 宴会場
- 会議場

## 交通
- JR徳島線「穴吹駅」より車で約10分。
- 徳島自動車道「脇町インターチェンジ」より車で約30分。